# (20271) Allygoldberg
(20271) Allygoldberg (1998 FK32) – planetoida z pasa głównego asteroid okrążająca Słońce w ciągu 3,28 lat w średniej odległości 2,21 j.a. Odkryta 20 marca 1998 roku.